# Johann Matthias von Eyss
Johann Matthias von Eyss (* 23. Juli 1669 in Vallendar; † 25. November 1729 in Trier) war ein deutscher römisch-katholischer Geistlicher, Weihbischof in Trier und Titularbischof in Rosmen.

## Leben
Johann Matthias von Eyss entstammte einer alten kurtrierischen Beamtenfamilie und war der Sohn des Anton von Eyss (kurtrierischer Schultheiß) und dessen Ehefrau Maria Susanne Theresia von Ufflingen.
Nach dem Besuch des Jesuitengymnasiums Koblenz absolvierte er ein Studium des kanonischen Rechts an der Universität zu Köln und der Universität Löwen und promovierte 1700 zum Dr. iur. can. Von 1692 an besaß er ein Kanonikat im Stift St. Florin Koblenz.
Am 20. März 1703 erhielt er die Niederen Weihen, am 21. März die Subdiakonatsweihe und am 24. März die Diakonatsweihe. Zum Priester wurde er am 26. März 1703 geweiht.
Später wurde er kurfürstlicher Archivleiter und Registrator sowie Geistlicher Rat und Geheimsekretär des Kurfürsten Johann Hugo von Orsbeck.
Nach dem Tod des Weihbischofs Johannes Petrus Verhorst im Jahre 1708 wurde er dessen Nachfolger als Generalvikar und Offizial im Obererzstift Trier.
Am 10. März 1710 folgte die Ernennung zum Titularbischof von Rosmen und Weihbischof von Trier. Die Weihe zum Bischof wurde am 24. März 1710 in der Kapuzinerkirche im Schloss Ehrenbreitstein zelebriert.
Von Eyss war als Kanzelredner bekannt. Er machte sich einen in ganz Europa genannten Namen als Vorkämpfer gegen den Jansenismus. Papst Clemens XI. beauftragte ihn, den Pariser Erzbischof Louis-Antoine de Noailles dahin zu bringen, die gegen die Jansenisten gerichtete Bulle „Unigenitus“ anzunehmen und zu veröffentlichen. Ihm gelang es auch, die Absicht des französischen Königs Ludwig XIV., die Bistümer Metz und Toul vom Erzbistum Trier zu trennen, zu vereiteln.
Der Erzbischof und Trierer Kurfürst Franz Ludwig von der Pfalz reorganisierte 1722 die juristische Fakultät der Universität Trier. Dabei erhielt er die Unterstützung des Weihbischofs von Eyss.
In den Jahren von 1714 bis 1729 war er der wichtigste Helfer des Trierer Erzbischofs in den kirchenpolitischen Auseinandersetzungen mit dem Luxemburgischen Provinzialrat und Wien. Es gelang, deren Bestrebungen zur Errichtung eines Luxemburger Bistums zu unterdrücken.
Von Eyss war ein vielseitig gebildeter Theologe und Jurist, ebenso ein gewissenhafter Priester, der mit größtem Eifer seine oberhirtlichen Pflichten versah. Er hat große Verdienste um die Erzdiözese Trier erworben.
Er wurde am 28. November 1729 in der Laurentiuskirche in Trier bestattet. Am 16. Juni 1803 wurden seine Gebeine in der Liebfrauenkirche in Trier beigesetzt.